# Karakorumski prelaz
Karakorumski prelaz (hindijsko क़राक़रम दर्रा; kitajsko: 喀喇昆仑山口) je 5540 m visok gorski prelaz med Indijo in Kitajsko v pogorju Karakorum. Je najvišji gorski prelaz na starodavni karavanski poti med Lehom v Ladaku in Jarkandom v Tarimski kotlini. Karakoram v turških jezikih dobesedno pomeni 'črni prod'.